# Porewit
Porewit lub Borewit (łac. Poreuit, Perevithus, Poreuith, Porevithum, Poreuithũ, Borveit) – bóg o nieznanych funkcjach wymieniony tylko w dwóch źródłach: Gesta Danorum oraz w Knýtlinga sadze. Jedyną informacją historyczną na temat tego boga jest opis posągu go przedstawiającego, który posiadał pięć twarzy i nie posiadał broni.

## Źródła
Pierwszym źródłem wymieniającym Porewita jest Gesta Danorum autorstwa Saxo Gramatyka. Saxo opisuje, gdy jak po zdobyciu Arkony przez duńskiego króla Waldemara I jej mieszkańcy zawarli z nim porozumienie, co zachęca mieszkańców Charenzy do zawarcia podobnego porozumienia i oddania miasta bez walki. Saxo opisuje, że w tym grodzie znajdowały się trzy świątynie poświęcone Rugiewitowi, Porewitowi i Porenutowi. Po zniszczeniu świątyni i bałwana Rugiewita przez Duńczyków, Saxo pisze:

Wojowie z drużyny, którzy nie zadowolili się jedynie obaleniem go, z jeszcze większym zapałem wzięli się za posąg Porewita, którego czczono w następnej świątyni. Ten miał pięć głów, lecz żadnej broni. Gdy ten był już porąbany, udali się oni do świątyni Porenuta. Ten bożek miał cztery twarze i jedną dodatkową, która umieszczona była na piersiach; lewą ręką trzymał on za ją za czoło, a prawą podtrzymywał jej brodę. Ten padł także pod ciosami toporów służby Absalona.

Te same informacje podane są następnie przez Knýtlinga sagę, która wymienia Porewita w formie Puruwit (st.isl. Puruvit).

## Etymologie i interpretacje

### Od*pora‘siła’
Pierwszy człon na ogół wiązany jest słowem pora w pierwotnym, prasłowiańskim (*pora) znaczeniu ‘parcie, napieranie’, ‘siła, wysiłek, pełnia sił’, ‘okres wysiłku, wytężonej pracy’. W kontekście tej etymologii imię odczytywane jest jako Porewit lub Porowit. Zwolennicy odczytu Porowit przywołują np. rosyjskie słowo порови́тый, porowityj.
Według Jacka Banaszkiewicza, trójka bóstw rugijskich nie jest przypadkową grupą bóstw, lecz jest grupą bóstw, która patronować ma podstawowym dla egzystencji społeczeństwa dziedzinom. Rugiewita uznaje za boga naczelnego Ranów, który patronuje wojnie i społeczności, a Porewita i Porenuta uznaje za boskich bliźniaków, którzy swoimi uniwersalnymi cechami uzupełniają bóstwo naczelne. Banaszkiewicz wskazuje, że częstą cechą boskich bliźniaków jest powtórzenie pierwszego rdzenia imienia lub drugiej części imienia; według niego Porewit i Porenut posiadają wspólny, pierwszy człon. Wskazuje także, że bliźniacy często posiadają cechy przeciwstawne; Porewita uznaje za „pozytywnego” bliźniaka, którego imię należy rozumieć jako ‘Pana siły, Pana, który się ze wszystkim potrafi uporać’, Porenuta uznaje zaś za „negatywnego” bliźniaka i tłumaczy jego imię jako ‘Pana wsparcia potrzebującego’ interpretując przyrostek -nut jako -nud i łącząc ten przyrostek ze staropolskim nuda i niemieckim Nut oznaczającymi ‘potrzeba, przymuszenie’. Banaszkiewicz wskazuje także na fakt, że oboje mają po pięć twarzy, dwie mniej niż Rugiewit, przy czym Porenut posiada tylko cztery twarze na głowie, a piątą trzyma rękoma na piersi, co według niego może wskazywać na uszczerbienie znaczenia jego postaci wobec Porewita. Ważne może być również to, że prawa ręka podtrzymuje piątą twarz, a lewa trzyma ją za czoło. Za łączeniem pierwszego członu zarówno Porewita, jak i Porenuta, ze słowem pora opowiada się także Andrzej Szyjewski.
Według Romana Jakobsona wymiana rdzenia *per/*por łączyłaby Porewita z Perunem.

### Od*borъ‘bór’
Istnieje także etymologia łącząca pierwszy człon ze słowem bór, a cały teonim odczytywany jest jako Borowit ‘pan boru’. Istnieje przypuszczenie, że zarówno Saxo, jak i autor Knýtlinga sagi, opisując bóstwa z Korzenicy, korzystali z jednego, wspólnego, niezachowanego źródła. Za odczytem Porewit/Porowit przemawia fakt, że w łacinie Saxo, oraz staroislandzkim, słowiańskie początkowe ⟨p⟩ zawsze było oddawane jako p, możliwe jednak, że teonim ten został zdeformowany zanim trafił do Gesta Danorum i Sagi. Zapis z p pojawia się tylko w jednym z rękopisów (kopii duńskiej) Gesta Danorum, który stał się podstawa wydania paryskiego z 1514 r., które stało się podstawą wszystkich późniejszych wydań. Jednakże, Thomas Kantzon w 1538 r. podaje zapis Borveit. Kantzon prawdopodobnie opierał się na niezachowanym rękopisie przechowywanym na Pomorzu lub Rostocku, skąd pochodził. Dodatkowo, David Chyträus, który był profesorem Uniwersytetu w Rostocku, w swojej Kronice Saksonii, podaje zapis Barovit – co może wskazywać, że znajdowała się tam kopia (lub kopie), w której stosowano inny system zapisu niż w rękopisach duńskich. Zauważyć należy także, znajomość wydania paryskiego wykazuje dopiero Piotr Albina z końca XVI w., który jako pierwszy cytuje zapis Poreuit z tegoż wydania. Wskazywać to wszystko może na to, że zapisy przed XVI w. bazowały na różnych, nieistniejących rękopisach.
W zapisach niemieckich nazw słowiańskich b często wymienia się na p, a ⟨o⟩ zapisywane przez u, por. niemieckie Pürschutz, Burtschütz ← starołużyckie *Borušici, niem. Portitz, Borticz ← staropołabskie *Borętici. Dodatkowo, słowiańskie bor, ‘bór, drzewo’ w zapisach niemieckich oddawane jest jako -bure-, -buru-, -buri-, por. Zutibure, Mesaburii, Medeburu z X/XI w., a także Priburiwitz ‘Priborevic’ (1215), Pritbur ‘Predbor’ (1284).
W teonimii połabskiej ogólnosłowiańskie imiona bogów, np. z powodu tabu, zostawały zamieniane nazwami alternatywnymi, słowami pospolitymi, lub imionami, por. bóg Jarowit i serb. јаро̀вит, jarowit. Zapis Borveit/Barovit można odczytać jako Borowit, na co wskazywałyby słowa np. cz. borovitý, serb. боро̀вит, borowit, chorw. boròvit, słoweń. borovit, a także imiona i nazwiska, np. pol. Borowity, społab. *Borovit, maced. Боровит, Borowit. Jednak w przeciwieństwie do innych teonimów połabskich, Borowit nie składałby się z przyrostka *-ovitъ, lecz z przymiotnika *borovъjь ‘borowy, leśny’ i przyrostka *-itъ. Borowy to także synonim Leszego – ducha lasu w folklorze wschodniosłowiańskim.

#### Turupit
Knýtlinga saga, która korzysta z tego samego źródła co Saxo, wymienia także bóstwo o imieniu Turupit (w wariantach Turupit, Turtupit, Turtuput, Turupið). Na ogół uważa się, że to zepsuta forma Porenuta (Perunica): staroislandzki zapis Ruivit odpowiadałby zapisowi Rugiaevitus Saxo, sisl. Puruvit odpowiadałaby zapis Poreuit Saxo, a Turupit odpowiadałby zapisowi Porenutius Saxo. Próbowano także odczytać ten teonim dosłownie np. jako T(o)ropiec od *trepati ‘trzepać’, lub uznać za pożyczkę z celtyckiego Taranis ‘celtycki bóg burzy’ (rzekomo do prasł. *Taranъ ‘bóg burzy’).
Jednak według Michała Łuczyńskiego Turupit mógłby potwierdzać odczyt Borowit. Łacińskie d i b, oraz b i t czasami wymieniało się, np. Liduit → Liubi ‘Liduit’, Syeba → Sieta ‘Żywa’; kopista w wyniku pomyłki mógł więc oddać słowiańskie ⟨b⟩ jako d (t). Przyrostek *-vit w islandzkim zapisywano także jako -pit.